# Seznam letišť v Nepálu
Tento seznam obsahuje výčet všech letišť v Nepálu.

## Letiště
Názvy letišť označené tučným písmem mají v provozu pravidelné komerční linky.
| Město příslušnosti       | ICAO | IATA | Název letiště                 | zeměpisné souřadnice             |
| ------------------------ | ---- | ---- | ----------------------------- | -------------------------------- |
| Baglung                  | VNBL | BGL  | Letiště Balewa                | 28°12′46″ s. š., 83°39′59″ v. d. |
| Baitadi                  | VNBT | BIT  | Letiště Patan                 | 29°27′50″ s. š., 80°32′58″ v. d. |
| Bajhang                  | VNBG | BJH  | Letiště Bajhang               | 29°32′18″ s. š., 81°11′2″ v. d.  |
| Bajura                   | VNBR | BJU  | Letiště Bajura                | 29°30′10″ s. š., 81°40′10″ v. d. |
| Bhadrapur / Chandragadhi | VNCG | BDP  | Letiště Bhadrapur             | 26°34′14″ s. š., 88°4′45″ v. d.  |
| Siddharthanagar          | VNBW | BWA  | Letiště Gautam Buddha         | 27°30′20″ s. š., 83°24′58″ v. d. |
| Bharatpur                | VNBP | BHR  | Letiště Bharatpur             | 27°40′41″ s. š., 84°25′46″ v. d. |
| Bhojpur                  | VNBJ | BHP  | Letiště Bhojpur               | 27°8′51″ s. š., 87°3′3″ v. d.    |
| Biratnagar               | VNVT | BIR  | Letiště Biratnagar            | 26°28′53″ s. š., 87°15′50″ v. d. |
| Tulsipur                 | VNDG | DNP  | Letiště Dang                  | 28°6′40″ s. š., 82°17′39″ v. d.  |
| Darchula                 | VNDL | DAP  | Letiště Gokuleshwor           | 29°40′9″ s. š., 80°32′54″ v. d.  |
| Dhangadhi                | VNDH | DHI  | Letiště Dhangadhi             | 28°45′12″ s. š., 80°34′55″ v. d. |
| Dolpa                    | VNDP | DOP  | Letiště Dolpa                 | 28°59′9″ s. š., 82°49′9″ v. d.   |
| Dipayal                  | VNDT | SIH  | Letiště Silgadhi              | 29°15′47″ s. š., 80°56′10″ v. d. |
| Gorkha                   | VNGK | GKH  | Letiště Palungtar             | 28°2′15″ s. š., 84°27′57″ v. d.  |
| Janakpur                 | VNJP | JKR  | Letiště Janakpur              | 26°42′31″ s. š., 85°55′20″ v. d. |
| Jiri                     | VNJI | JIR  | Letiště Jiri                  | 27°37′45″ s. š., 86°13′45″ v. d. |
| Džomsom                  | VNJS | JMO  | Letiště Džomsom               | 28°46′47″ s. š., 83°43′21″ v. d. |
| Chandan Nath             | VNJL | JUM  | Letiště Džumla                | 29°16′26″ s. š., 82°11′23″ v. d. |
| Kamal Bazar              |      |      | Letiště Kamal Bazar           | 29°3′10″ s. š., 81°20′34″ v. d.  |
| Kangel Danda             | VNKL |      | Letiště Kangel Danda          | 27°24′39″ s. š., 86°38′45″ v. d. |
| Káthmándú                | VNKT | KTM  | Mezinárodní letiště Tribhuvan | 27°41′47″ s. š., 85°21′32″ v. d. |
| Khanidanda               | VNKD | KDN  | Letiště Man Maya              | 27°10′52″ s. š., 86°46′19″ v. d. |
| Khotang Bazar            | VNTH | TMK  | Letiště Thamkharka            | 27°2′47″ s. š., 86°51′29″ v. d.  |
| Lamidanda                | VNLD | LDN  | Letiště Lamidanda             | 27°15′10″ s. š., 86°40′17″ v. d. |
| Langtang                 | VNLT | LTG  | Letiště Langtang              | 28°11′56″ s. š., 85°35′11″ v. d. |
| Lukla                    | VNLK | LUA  | Letiště Tenzing-Hillary       | 27°41′16″ s. š., 86°43′53″ v. d. |
| Mahendranagar            | VNMN | XMG  | Letiště Mahendranagar         | 28°57′48″ s. š., 80°8′53″ v. d.  |
| Manang                   | VNMA | NGX  | Letiště Manang                | 28°38′29″ s. š., 84°5′9″ v. d.   |
| Meghauli                 | VNMG | MEY  | Letiště Meghauli              | 27°34′37″ s. š., 84°13′42″ v. d. |
| Nepalgunj                | VNNG | KEP  | Letiště Nepalgunj             | 28°6′13″ s. š., 81°40′1″ v. d.   |
| Phaplu                   | VNPL | PPL  | Letiště Phaplu                | 27°31′5″ s. š., 86°35′4″ v. d.   |
| Pókhara                  | VNPK | PKR  | Letiště Pókhara               | 28°12′3″ s. š., 83°58′55″ v. d.  |
| Rajbiraj                 | VNRB | RJB  | Letiště Rajbiraj              | 26°30′30″ s. š., 86°44′15″ v. d. |
| Manthali                 | VNRC | RHP  | Letiště Ramechhap             | 27°23′38″ s. š., 86°3′41″ v. d.  |
| Rara National Park       | VNT1 |      | Letiště Talcha                | 29°31′18″ s. š., 82°8′49″ v. d.  |
| Rolpa                    | VNRP | RPA  | Letiště Rolpa                 | 28°16′3″ s. š., 82°45′23″ v. d.  |
| Rukumkot                 | VNRK | RUK  | Letiště Chaurjahari           | 28°38′15″ s. š., 82°26′59″ v. d. |
| Rumjatar                 | VNRT | RUM  | Letiště Rumjatar              | 27°18′13″ s. š., 86°33′2″ v. d.  |
| Sanphebagar              | VNSR | FEB  | Letiště Sanfebagar            | 29°14′14″ s. š., 81°12′55″ v. d. |
| Simara                   | VNSI | SIF  | Letiště Simara                | 27°9′34″ s. š., 84°58′48″ v. d.  |
| Simikot                  | VNST | IMK  | Letiště Simikot               | 29°58′16″ s. š., 81°49′8″ v. d.  |
| Birendranagar            | VNSK | SKH  | Letiště Surkhet               | 28°35′9″ s. š., 81°38′7″ v. d.   |
| Syangboche               | VNSB | SYH  | Letiště Syangboche            | 27°48′39″ s. š., 86°42′45″ v. d. |
| Taplejung                | VNTJ | TPJ  | Letiště Taplejung             | 27°21′4″ s. š., 87°41′44″ v. d.  |
| Tikapur                  | VNTP | TPU  | Letiště Tikapur               | 28°31′19″ s. š., 81°7′20″ v. d.  |
| Tumlingtar               | VNTR | TMI  | Letiště Tumlingtar            | 27°18′54″ s. š., 87°11′36″ v. d. |